# Потилична вена
Потилична вена (лат. vena encephali occipitalis) — одна з вен голови, починається у вигляді потиличного сплетіння в шкірі голови, розташованого від зовнішнього потиличного виступу та верхньої шийної лінії до задньої тім'яної частини черепа.
Сплетення продовжується однією судиною, яка проникає через прикріплення трапеції до черепа і, занурившись у венозне сплетення підпотиличного трикутника, приєднується до глибоких шийних і хребетної вен.
Іноді потилична вена йде за ходом потиличної артерії й закінчується у внутрішній яремній вені; в інших випадках вона приєднується до задньої вушної вени і вже через неї відкривається у зовнішню яремну вену.
Тім'яна емісарна вена з'єднує потиличну вену з верхнім сагітальним синусом. проходячи через соскоподібну частину скроневої кістки, вона отримує соскоподібну емісарну вену, яка з'єднує її з поперечним синусом твердої мозкової оболони.
В окремих випадках до потиличної вени також іноді приєднується потилична диплоїчна вена.

## Додаткові зображення

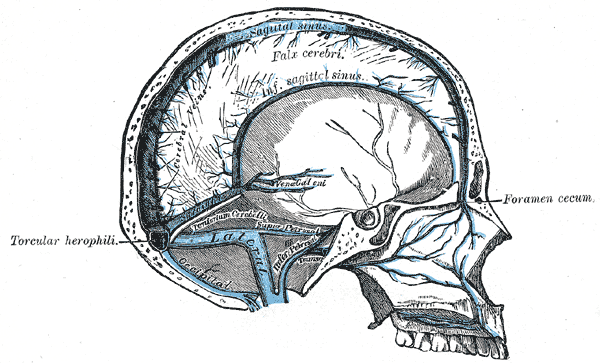
Сагітальний зріз черепа, який показує пазухи твердої мозкової оболони.